# Есин, Николай Филиппович
Никола́й Фили́ппович Е́син (5 апреля 1930, Москва — 8 июня 2008, Кишинёв) — советский футболист, полузащитник. Мастер спорта СССР (1960). После завершения игровой карьеры — футбольный тренер, заслуженный тренер Молдавской ССР.

## Игровая карьера
Спортивную карьеру начал выступая за армейскую команду Прикарпатского военного округа и армейский клуб города Ровно. Затем играл за спортивный клуб ОДО (Львов), команду города Ступино (Московская обл.), «Крылья Советов» (Куйбышев), «Локомотив» (Москва), «Молдова» (Кишинёв), «Строитель» (Бельцы).

## Тренерская карьера
В 1965 году поступил в качестве тренера-методиста на кишинёвский завод «Виброприбор». После работал тренеров в тираспольском «Днестре», кишинёвской «Молдове» и казахском «Динамо» (Целиноград). С 1974 по 1977 год тренировал группу подготовки юных футболистов при команде «Нистру» (Кишинёв). Затем работал в ДСО «Молдова» и в Республиканской школе высшего спортивного мастерства. В 1980 году молодёжная команда Молдавии под его руководством заняла второе место в чемпионате СССР, тогда ему было присвоено звание заслуженного тренера.
Работал тренером футбольных команд мастеров городов Бельцы и Тирасполя, главным тренером кишинёвской команды «МХМ-93», тренером молодёжной сборной Молдавии.
В 1997 году вернулся в «Зимбру», где и работал детским тренером в Центре подготовки юного футболиста до последнего времени. Он воспитал много молодых футболистов, которые выступали в юношеских, молодёжной и национальной сборных Молдавии. Лучший юношеский тренер Молдавии 2003 года.
Среди воспитанников Есина — Геннадий Олексич, Александр Епуряну, Василий Кошелев, Денис Калинков, Дмитрий Гушилэ, Симеон Булгару, Виталий Манолиу, Максим Француз, Сергей Бутельский, а также ставших тренерами Игоря Урсаки, Георгия Сажина, Влада Гояна.
Скончался после болезни 8 июня 2008 года на 79-м году жизни.